# Liste des présidents du conseil régional du Languedoc-Roussillon
Le tableau suivant dresse la liste des présidents du conseil régional de Languedoc-Roussillon ayant existé de 1974 à 2015.
| Période | Période | Identité           | Étiquette              | Qualité                                                                                    |
| ------- | ------- | ------------------ | ---------------------- | ------------------------------------------------------------------------------------------ |
| 1974    | 1974    | Francis Vals       | PS                     | Député de l'Aude. Décède en fonction.                                                      |
| 1974    | 1983    | Edgar Tailhades    | PS                     | Sénateur du Gard                                                                           |
| 1983    | 1986    | Robert Capdeville  | PS                     | Président du Conseil général de l'Aude                                                     |
| 1986    | 2004    | Jacques Blanc      | UDF, UMP               | Député de la Lozère                                                                        |
| 2004    | 2010    | Georges Frêche     | PS, puis divers gauche | Professeur de droit, ancien maire de Montpellier. Décède en fonction.                      |
| 2010    | 2014    | Christian Bourquin | PS, puis divers gauche | Sénateur, ancien président du conseil général des Pyrénées-Orientales. Décède en fonction. |
| 2014    | 2015    | Damien Alary       | PS                     | Ancien député, ancien président du conseil général du Gard.                                |